# Narail (distrikt)
Narail (bengali: নড়াইল, engelska: Narail District) är ett distrikt i Bangladesh.   Det ligger i provinsen Khulna, i den centrala delen av landet, 100 km sydväst om huvudstaden Dhaka. Antalet invånare är 721 668.
Trakten runt Narail består till största delen av jordbruksmark. Runt Narail är det tätbefolkat, med 849 invånare per kvadratkilometer.